# Fritz Joubert Duquesne
 (mai 2014).
 (octobre 2020).
Pour les articles homonymes, voir Joubert et Duquesne.
Frederick « Fritz » Joubert Duquesne, né dans la colonie du Cap le 21 septembre 1877 et mort à New York le 24 mai 1956, était un Sud-africain naturalisé Américain en 1913, issu de la communauté afrikaner, qui fut entre autres journaliste et correspondant de guerre. Motivé par une véritable haine des Britanniques à qui il reprochait le massacre de toute sa famille durant la seconde guerre des Boers, son combat l'amène à espionner d'abord pour le compte de ces derniers puis pour le compte de l'Allemagne durant les deux guerres mondiales et à commettre des actes de sabotage.
De son nom de code panthère noire, il revendiqua être l'auteur indirect de la mort de Lord Kitchener en signalant à un sous-marin allemand la situation du navire HMS Hampshire en 1916 à bord duquel se trouvait le maréchal britannique et qui coula au large de l'Irlande.

## Biographie
Fritz Joubert Duquesne est né à East London dans la colonie du Cap, mais c'est à Nylstroom dans la république sud-africaine du Transvaal où ses parents possédaient une ferme qu'il passa son enfance et son adolescence. Son oncle, Piet Joubert, est un héros de la guerre contre les Anglais en 1881 et le commandant-général de l'armée de la République sud-africaine du Transvaal.
À l'âge de 17 ans, Fritz Joubert Duquesne est envoyé, pour poursuivre des études supérieures, à l'université de Londres. Il poursuit sa formation à l'École royale militaire de Bruxelles.
Quand la seconde guerre des Boers commence en 1899, il revient en Afrique du Sud pour rejoindre les kommandos boers. Blessé lors du siège de Ladysmith, il est promu capitaine d'artillerie de l'armée boer.

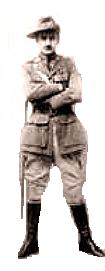
Fritz Duquesne en uniforme de lAustralian Light Horse.

Fait prisonnier par les Britanniques lors de la bataille de Colenso, il réussit à s'échapper et à rejoindre Durban. Il participe encore à la bataille de Bergendal. Après une retraite stratégique au Mozambique, il est fait prisonnier par les Portugais qui l'internent au camp de Caldas da Rainha, près de Lisbonne. Il parvient à s'échapper après avoir charmé la fille de l'un des gardes et à rejoindre Paris. Il embarque alors en Angleterre où il s'enrôle dans l'armée britannique. En 1901, il est de nouveau en Afrique du Sud en tant qu'officier de l'armée britannique mais en fait avec la ferme intention de saboter les infrastructures militaires britanniques du Cap.
C'est avec l'armée britannique qu'il revient au Transvaal et découvre la ferme de ses parents totalement détruite par l'application de la politique de la terre brûlée décidée par Lord Kitchener. Il apprend notamment que sa sœur a été tuée et que sa mère est mourante dans un camp de concentration construit par les Britanniques. Duquesne décide alors qu'il tuera Kitchener et se vengera des Britanniques.
Il organise alors un commando dont l'objectif est de tuer Kitchener mais il est stoppé net dans ses préparatifs par la trahison de l'épouse de l'un de ses complices. Condamné à mort pour haute trahison, Fritz Joubert Duquesne échappe à l'exécution de la sentence en donnant les codes de reconnaissance boers aux Britanniques. Il est alors condamné à la prison à vie tandis que les membres de son commando sont fusillés.

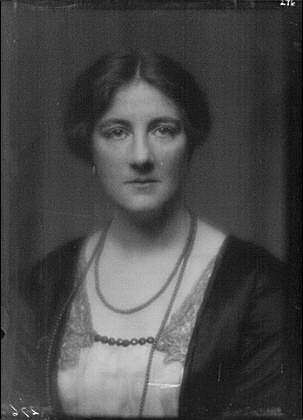
Alice Wortley Duquesne en 1913.

C'est avec une petite cuillère que Fritz Joubert Duquesne parvint à entamer au bout de quelques nuits les murs peu épais de sa vieille prison et creuser un tunnel. Alors qu'il tente de s'échapper, il est victime d'un éboulis dans le tunnel. Un garde le retrouvera inconscient et sans blessures graves. Il est alors envoyé dans une prison des Bermudes d'où il parviendra cette fois à s'échapper et à se rendre à la nage jusqu'à Hamilton.
Il reçoit l'aide de marins allemands pour vivre et se marie avec Alice Wortley. Fritz refusant d'avoir des enfants, il demandera à son épouse de procéder à des avortements. Le couple finira par divorcer.
Duquesne s'installe alors à New York où il travaille comme journaliste pour le New York Herald. Duquesne ayant perdu toute sa famille durant la guerre des Boers terminée en 1902 par la victoire britannique, il décide de demander la nationalité américaine qu'il obtient en décembre 1913. Il ne reviendra jamais dans son pays natal.

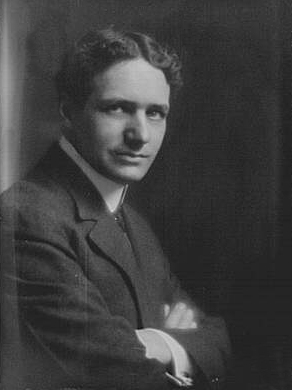
Fritz Duquesne en 1913.

Il connaît alors une certaine notoriété comme journaliste. Il est correspondant de guerre à Port Arthur durant la guerre russo-japonaise puis au Maroc durant la révolte du Rif. En 1910, il devient l'instructeur de tir personnel du président Theodore Roosevelt et l'accompagne durant son safari en Afrique.
En 1910, les États-Unis sont au bord de la crise : la population ne cesse de croître, il n'y a plus de nouvelles terres à exploiter et si rien n'est fait, une pénurie de viande sans précédent frappera le pays. Mais un petit groupe d'hommes a une solution, une idée audacieuse approuvée par l'ancien président Theodore Roosevelt et le New York Times. Leur plan : importer des hippopotames, les faire paître dans les bayous de la Louisiane, et convaincre les Américains de les manger. S'il y a quelque chose d'encore plus étrange que cette idée, ce sont bien les deux hommes qui la promeuvent : Frederick Russell Burnham, un aventurier qui s'est battu dans les guerres apaches et les conflits coloniaux d'Afrique — Burnham a inspiré la création des boy-scouts —, et Fritz Duquesne.
En 1914, par l'intermédiaire d'un ami industriel allemand, il est recruté comme espion au service de l'Empire Allemand. Il se rend au Brésil où il participe au début de la Première Guerre mondiale au sabotage de quatre navires britanniques : le Salvador, le Pembrokeshire, le Tennyson et le Vauban.
En 1916, Duquesne est décoré de la Croix de fer pour avoir participé à la destruction du HMS Hampshire qui tua le maréchal Kitchener. C'est sous l'identité d'un marin russe, Boris Zakrevsky, que Duquesne avait été engagé à bord du navire. Selon les comptes-rendus des services allemands, Duquesne avait réussi à signaler à un sous-marin allemand la position du navire qu'il avait ensuite envoyé par le fond.[réf. nécessaire]
Duquesne est arrêté à New York le 17 novembre 1917 pour fraude à l'assurance concernant la perte de pierres précieuses à bord des navires coulés au large du Brésil. Les enquêteurs découvrent chez lui les plans de plusieurs navires, le mode d'emploi pour poser des bombes et une lettre du vice-consul allemand au Nicaragua le remerciant pour ses services rendus au Reich allemand. Les Britanniques réclamèrent alors son extradition.
Simulant une paralysie des jambes, Duquesne parvint à retarder son extradition et à être interné dans un hôpital pénitentiaire. Le 25 mai 1919, déguisé en femme, il parvint à s'échapper après avoir scié les barreaux de sa cellule.

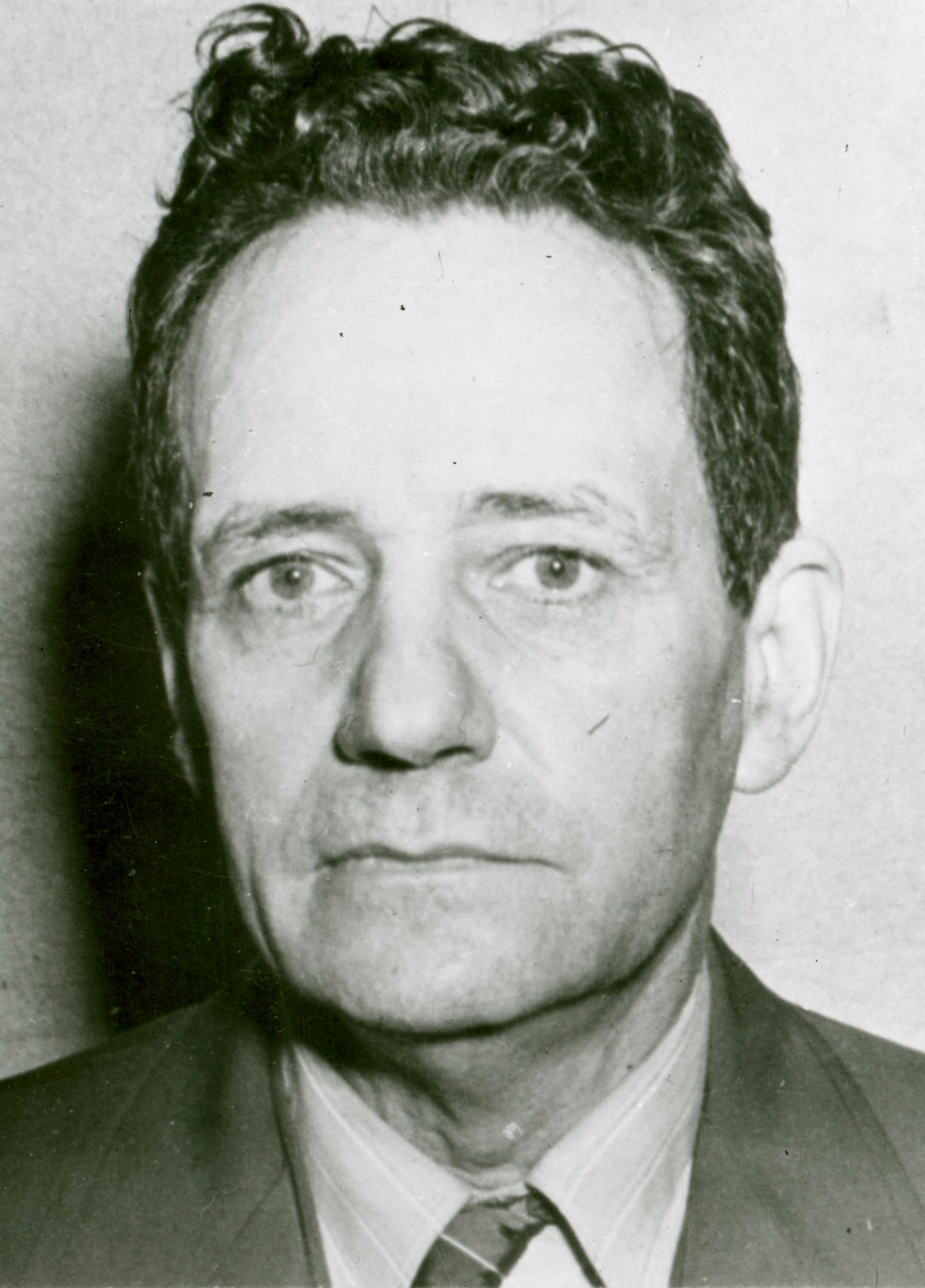
Photo de Duquesne prise par le FBI.

Il réapparaît un an plus tard à Boston sous le nom de Frederick Craven, en tant qu'officier retraité de l'armée britannique. Il utilise diverses identités au cours de cette période comme Piet Niacud ou même sous son vrai nom Fritz du Quesne à peine transformé.
Il mène à cette époque une vie instable. Il est brièvement agent pour une compagnie cinématographique appartenant à Joseph Kennedy et rédige sa propre auto-biographie avec Clement Wood (en), intitulée L'Homme qui tua Kitchener, dont il vendit les droits à une société de production de cinéma.

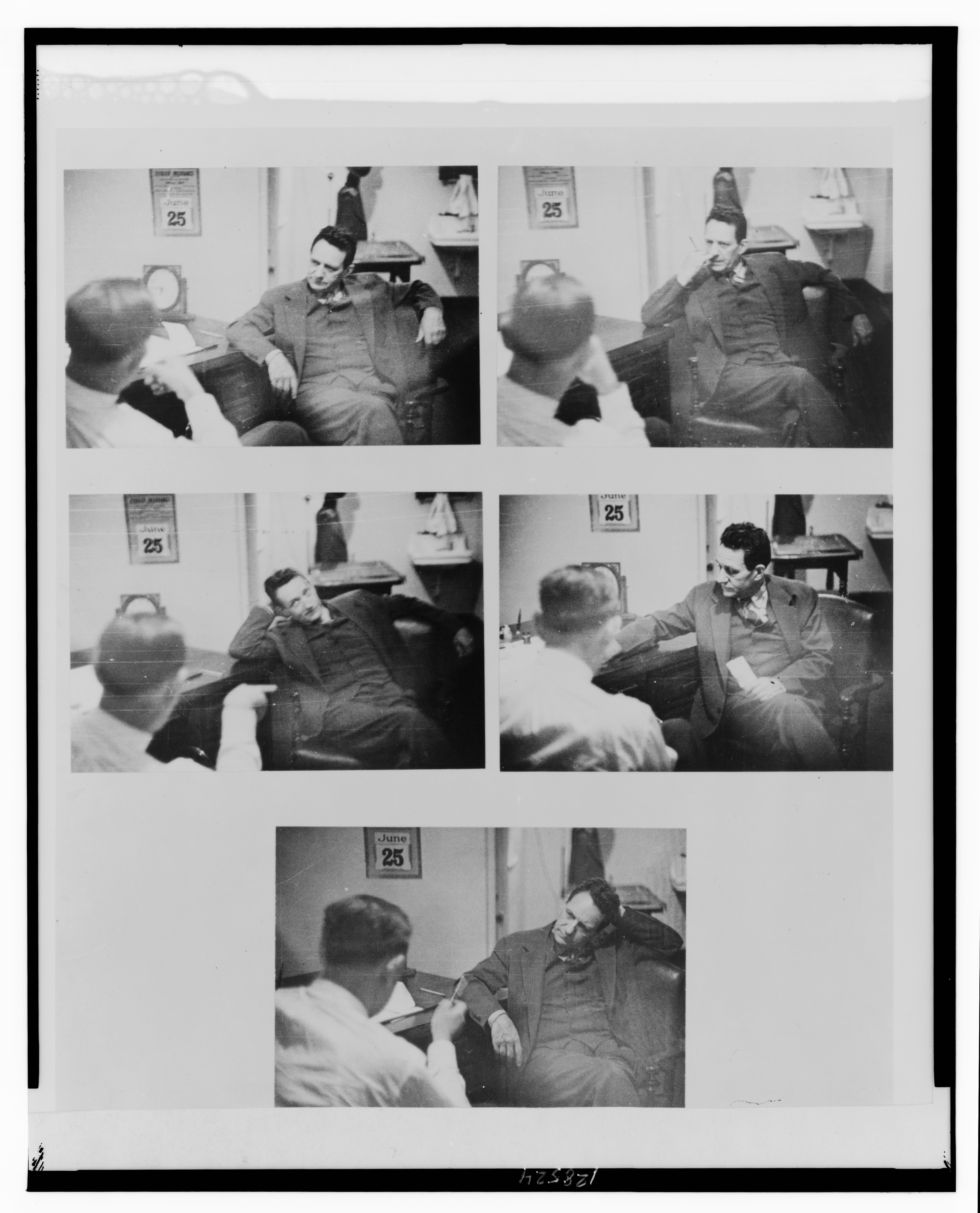
Interrogatoire de F.J. Duquesne, dans un bureau du FBI le 25 juin 1941.

En 1932, Duquesne, trahi par l'une de ses maitresses, est arrêté par le Bureau of Investigation, l'ancêtre du FBI.
Les autorités britanniques demandèrent son extradition pour crimes en haute-mer mais le tribunal récusa la demande au motif que les faits, intervenus en temps de guerre, étaient juridiquement prescrits. Il est relaxé.
Le 28 juin 1941, Duquesne est de nouveau arrêté par le FBI pour divulgation à l'Allemagne nazie de secrets d'états relatifs à la défense nationale, notamment concernant les mouvements de navires.

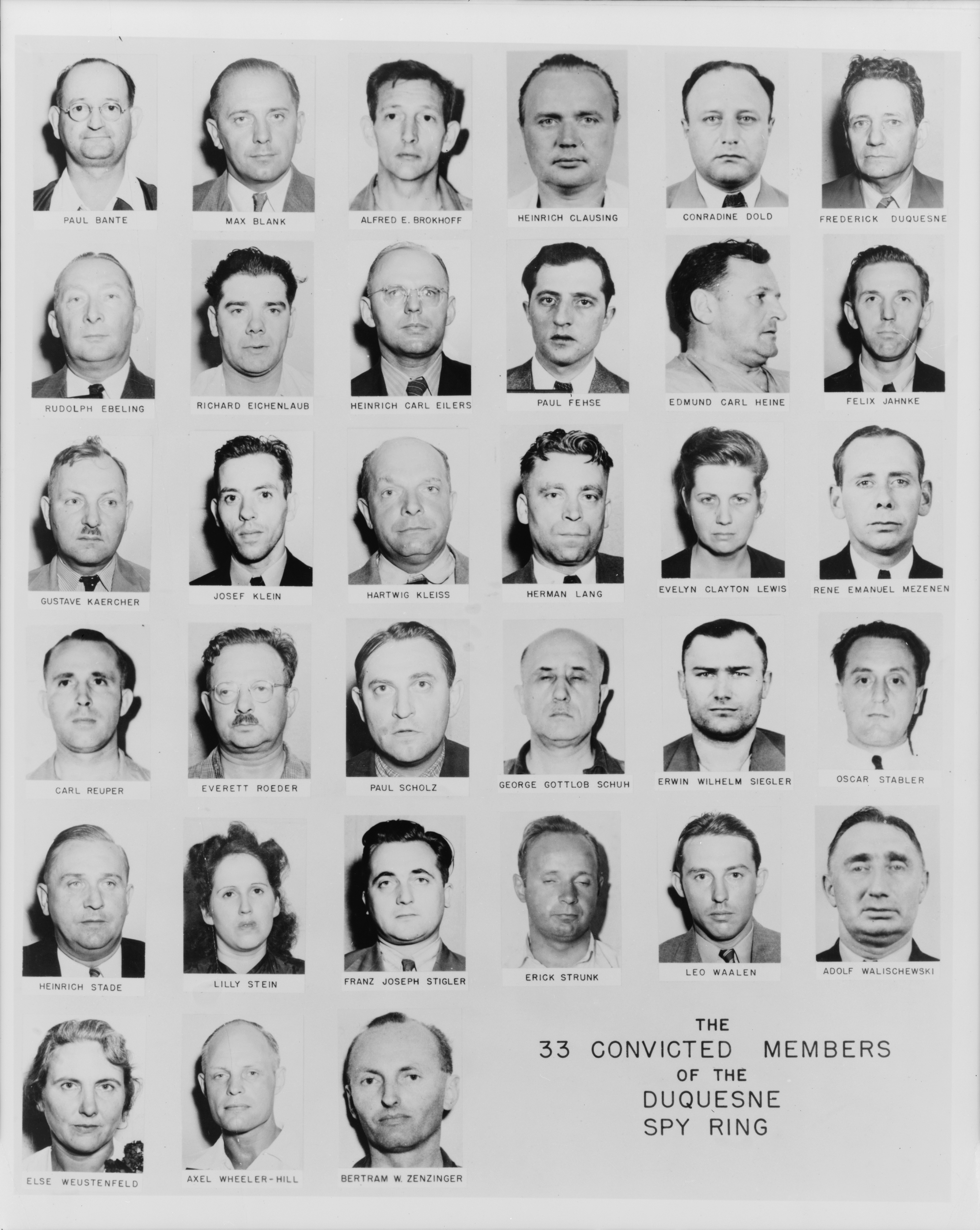
Les membres du réseau d'espionnage de Duquesne.

Le 2 janvier 1942, 33 personnes impliquées dans le réseau d'espionnage dirigé par Joubert Duquesne sont condamnés par la justice américaine à un total de 300 années de prison. Durant le procès, Duquesne justifia son action par sa haine contre les Britanniques et la vengeance pour ce qu'ils avaient fait à son pays, sa famille et son peuple durant la guerre des Boers.
Il est condamné à dix-huit ans de prison et effectue sa peine au pénitencier fédéral de Leavenworth dans le Kansas où il fut victime de mauvais traitements.
En 1954, après quatorze ans de prison, il est relâché pour raisons de santé. C'est indigent qu'il décède à l'âge de 78 ans à l'hôpital de Welfare Island le 24 mai 1956.